# 蒙吉·巴文迪
蒙吉·加布里埃尔·巴文迪（阿拉伯语：‎，1961年3月15日—）是一位具有法国和突尼斯血统的美国化学家。他现担任麻省理工学院的莱斯特·沃夫教授。巴文迪是胶体量子点研究的先驱，也是过去十年被引用最多的化学家之一。2020年，他获得科睿唯安引文桂冠獎。巴文迪以其在高品質量子點化學生產方面的進步而聞名。2023年，他与路易斯·布鲁斯和阿列克谢·埃基莫夫荣获诺贝尔化学奖。

## 早年生活和教育
巴文迪1961年出生于巴黎，是数学家穆罕默德·薩拉赫·巴文迪和海伦·巴文迪（法語：Hélène Baouendi，婚前姓波巴 ）的儿子。巴文迪与他的家人早年常往返法国和突尼斯，后移民至美国。1982年，巴文迪获得了哈佛大学的学士学位。在冈武史和卡尔·弗里德的指导下，他于1988年获得芝加哥大学的化学博士学位。
巴文迪與弗里德一起研究理論高分子物理学， 並與冈武史一起研究H3+熱帶(hot-band)實驗，這在破解1989年觀測到的木星發射光譜方面發揮了作用。
在研究生學習期間，冈武史推薦巴文迪參加貝爾實驗室的暑期項目，路易斯·布鲁斯在那裡向巴文迪介紹了量子點的研究。 畢業後，巴文迪前往貝爾實驗室擔任博士後研究員與布鲁斯一起研究。
巴文迪於1990年加入麻省理工學院 (MIT)，並於1996年成為教授。

## 研究
巴文迪是2000年-2010年十年間被引用次數最多的化學家之一。 他是量子點研發領域的領導者。 量子點是微小的半導體晶體，其奈米級尺寸賦予它們獨特的光學和電子特性 。
量子點研究的一個主要挑戰是找到製造穩定且均勻的高品質量子點的方法。 巴文迪因其在開發量子點合成標準化方法方面的工作而受到認可。 1993 年，David J. Norris、Christopher B. Murray、和巴文迪報導了一種熱注射合成方法，用於生產具有明確尺寸和高光學品質的可再現量子點。 化學生產方法的這項突破使得根據尺寸「調整」量子點成為可能，從而實現可預測的特性。 它使科學家能夠更好地控製材料，並有可能獲得精確且可重複的結果。
該方法為量子點在廣泛領域的大規模技術應用的發展打開了大門。量子點現在用於發光二極體 (LED)、光伏發電（太陽能電池）、 光電探測器、光電導體、雷射、 生物醫學成像、生物感測、和其他應用。